# كلود غوثير
كلود غوثير (بالإنجليزية: Claude Gauthier)‏ (و. 1939 – م) هو ممثل، ومغني، وكاتب غنائي، من كندا، ولد في لاك ساغواي.

## وصلات خارجية
- كلود غوثير على موقع IMDb (الإنجليزية)
- كلود غوثير على موقع ألو سيني (الفرنسية)
- كلود غوثير على موقع ميوزك برينز (الإنجليزية)
- كلود غوثير على موقع أول موفي (الإنجليزية)
- كلود غوثير على موقع قاعدة بيانات الأفلام السويدية (السويدية)
- كلود غوثير على موقع ديسكوغز (الإنجليزية)
- كلود غوثير على موقع قاعدة بيانات الفيلم (الإنجليزية)
- كلود غوثير على موقع كينوبويسك (الروسية)